# Sammuramat
Sammuramat (asszír  šammu-ramat) V. Samsi-Adad felesége, Asszíria királynéja, valószínűleg babiloni hercegnő. Férje korai halála után kiskorú fia, Adad-nirári helyett régens, majd a királyi címet is felvette, és az asszír feliratokon haláláig királyi titulusokkal fia neve mellett szerepel az övé is. Általában csak régenséveit számítják az uralkodólistákban, de az i. e. 792 körül bekövetkező haláláig Asszíria tényleges királynője lehetett, társuralkodói viszonyban fiával. A nagybirodalmat kormányzó királynő emléke fennmaradt, a késői korok Szemiramisz néven hallottak róla. Erősen kiszínezett, kegyetlenségéről, szépségéről és szexuális étvágyáról elhíresült királynőről szóló legendák terjedtek.
Sammuramat a „palota úrnője” volt, azaz Samsi-Adad főfelesége. Már férje életében is szokatlan jelenség volt, legalább egy hadjáratban elkísérte férjét. Sammuramat az egyik első példa az asszír királyi főfeleségek és anyakirálynék udvari befolyásának növekedésére, sőt a későbbiekben a hárem ágyasai is játszottak hasonló szerepet. Önálló uralkodása idején is volt néhány asszír hadjárat, de ezeknél már nem tudni, személyesen részt vett-e bennük. Talán sikeres hadjáratok voltak, de gondosan elkerülte Urartut ennek érdekében. Ugyanis Samsi-Adad a belső lázongások megfékezése után sorozatos kudarcokat szenvedett Urartuval szemben, bár minden hadjáratáról úgy számolt be, mintha világraszóló győzelmet aratott volna. Az északi problémák annyira meggyengítették Asszíriát, hogy Babilonban is lázadás tört ki, amelyet valószínűleg csak Sammuramat babiloni származása miatt sikerült leverni.
Kalhuban templomot építtetett a babiloni főistenpár, Nabú és Tasmetum számára, ugyanezen templom körzetében felállított sztélé igazolja, hogy férje halála után ő kormányzott, valamint Nergal-eres sztéléje. Ez tovább erősíti babiloni származásának lehetőségét. A görögök idején Hérodotosz Mardukot Zeusszal azonosította, Diodórosz pedig a babiloni Zeusz-templom építését tulajdonítja neki. A kalhui Nabú templomra gondolhatott. Diodórosz neki tulajdonítja a Babilonnál az Eufrátesz fölé emelt híd építését is (valójában az i. e. 7. század végén épülhetett), sőt egész Babilon újjáépítését is. Hérodotosz szerint ezek Nitókrisz nevéhez kapcsolódnak, aki II. Nabú-kudurri-uszur felesége volt – egyébként Nabú-kudurri-uszur feliratai szerint a hidat apja, Nabú-apal-uszur építtette. A későbbi leírások – például Ktésziasz Knidiosz – ezt a problémát úgy oldották meg, hogy szerintük Szemiramisz volt Nabú-kudurri-uszur felesége. Rossz hírnevét annak köszönheti, hogy az erotikus költészet nagyjai, Propertius és Publius Ovidius Naso az érzékiség és az ellenállhatatlanság megszemélyesítőjének festették le, aminek hatására a prűd ókeresztény Athénagorasz feslettnek és ördöginek írta le.
Építkezései valószínűleg a legfontosabb tevékenységi körébe tartoztak. Erre utal, hogy még az örmény Movszesz Horenaci krónikájában is ezzel kapcsolatos legenda maradt fenn a tuspai Szemiramisz-csatorna építéséről, amely Ispuini és Menua alatt, tehát ténylegesen Sammuramat idejében készült. Talán az időleges béke és a nő által vezetett Asszíria katonai tevékenységének gyengülése odáig vezetett, hogy asszír mérnökök is részt vettek a beruházásban. Ez lehet az alapja a Szemiramisz függőkertjéről írt beszámolóknak.
Sammuramat halála után fia, III. Adad-nirári uralkodott önállóan, aki Szíria, Babilon és a Kaszpi-tenger felé indított hadjárataiban ismét sikeresnek mutatkozott, miközben északon Urartut elkerülte.